# Aloïs Walde
Aloïs Walde (né le 30 novembre 1869 à Innsbruck et mort le 3 octobre 1924 à Kœnigsberg) est un spécialiste autrichien des langues indo-européennes.

## Biographie
Aloïs Walde étudia la philologie et la linguistique comparée à l’Université d'Innsbruck sous la direction de Friedrich Stolz, et soutint sa thèse en 1894. En 1895, il obtint le poste de bibliothécaire universitaire et l'année suivante soutenait sa thèse d'habilitation (la première de l'université d'Innsbruck) en sciences du langage. En 1904, la qualité de ses cours lui valait la promotion au « professeur surnuméraire ».
En 1909, Walde se vit offrir une chaire de linguistique à l’université de Giessen, puis en 1912 il prit la succession de son maître Stolz à l'université d'Innsbruck, où en 1914 il devint doyen de la faculté des lettres et en 1916 recteur de l'université. L’Académie impériale des sciences de Vienne l'élut en 1917 membre correspondant.
En 1922 Walde rejoignit l’université de Königsberg et mourut alors qu'il allait prendre de nouvelles fonctions à l'université de Breslau.
Walde a apporté d'importantes contributions à la théorie des laryngales et surtout à la reconstitution des mots indo-européens. Son dictionnaire étymologique en plusieurs volumes a connu de multiples rééditions, chaque fois révisées, et reste disponible en librairie aujourd'hui.

## Œuvres
- Aloïs Walde, Lateinisches etymologisches Wörterbuch, Heidelberg, Winter, coll. « Indogermanische Bibliothek. », 1906 (réimpr. 6e éd. intégrale en 2 vol., 2007–2008) (ISBN 978-3-533-00668-8, lire en ligne).
- Aloïs Walde et Julius Pokorny (dir.), Vergleichendes Wörterbuch der indogermanischen Sprachen., Berlin etc., éd. de Gruyter, 1927–1932 (réimpr. photomécanique de 1973), 1867 p., 3 vol. (ISBN 978-3-11-004556-7 et 3-11-004556-7).